# Ferreira (futebolista)
Antonio Ferreira de Oliveira Junior, mais conhecido como Ferreira (Rio de Janeiro, 24 de outubro de 1984), é um ex-futebolista brasileiro que atuava como zagueiro.

## Carreira
Ferreira começou sua carreira nas categorias de base do Cabofriense. Atuou profissionalmente no Itaboraí Profute também da cidade do Rio de Janeiro.
Em 2004, foi atuar no futebol da Letónia para jogar no Daugava Rīga, onde marcou sete gols em 46 partidas disputadas. Só na temporada de 2006, anotou quatro gols e o seu time terminou em 6º lugar no campeonato nacional.[carece de fontes?] Em 6 de abril de 2007 ele transferiu-se para os então atuais vice-campeões do nacional o Liepājas Metalurgs. Em 19 de julho, pelo Metalurgs, ele marcou um gol no empate em casa em 1 a 1 contra o Dinamo Brest de Bielorrússia pela Taça da UEFA

## Títulos
Liepājas Metalurgs
- Baltic League: 2007